# Vito Dell'Aquila
Vito Dell'Aquila (født 3. november 2000) er en italiensk taekwondokæmper.
Han repræsenterede Italien under sommer-OL 2020 i Tokyo, hvor han vandt guld i 58 